# Club Hawaii
Club Hawaii (titolo originale: Les garçons de la plage) è stata una sitcom televisiva di produzione francese degli anni novanta.
In 85 episodi, la serie televisiva, che come soggetto ha alcune analogie con Baywatch mette in scena le avventure sentimentali di un gruppo di animatori del Club Hawaii sull'isola di Saint-Martin, nelle Antille.
In Italia è stato mandato in onda, per la prima volta, da tmc2 nell'autunno del 1996. Nell'estate del 2006 è stato riproposto, in prima serata, da 7 Gold, ma interrotto a serie non ancora ultimata per mancato raggiungimento degli indici di ascolto.